# ŠKM banda
ŠKM banda (s polnim imenom Štefan Kovač Marko banda) je štiričlanska slovenska glasbena skupina iz Beltincev, ki jo sestavljajo kitarista Mitja Sušec ter Iztok Koren, basist Jernej Koren in bobnar Jernej Sobočan. Skupina je nastala leta 2000, letos 2003 pa so se preimonovali v ŠKM bando. Imenujejo se po partizanu in narodnemu heroju Štefanu Kovaču - Marku. Ustvarjajo glasbo, ki bi se jo dalo opisati kot progresivni rock s prvinami jazza in noise rocka. V letih od 2003 do konca obstoja gibanja so bili ena od glavnih skupin gibanja Prekmurje Noise Conspiracy.
Izdali so pet studijskih albumov. Najnovejši je album z naslovom nouvi sad, izdan januarja 2019.

## Člani
Trenutni člani
- Mitja Sušec – električna in akustična kitara, ukulele
- Iztok Koren – električna in 12-strunska akustična kitara, banjo, kalimbe
- Jernej Koren – bas, tolkala
- Jernej Sobočan – bobni, ksilofon

## Diskografija
Studijski albumi
- Patentat (2005)
- Šamar Janka (2008)
- Rdeči (2011)
- Panontikon (2014)
- nouvi sad (2019)

Albumi v živo
- Izštekani (2010)